# Bozzole
Bozzole és un municipi situat al territori de la província d'Alessandria, a la regió del Piemont, (Itàlia).
Limita amb els municipis de Pomaro Monferrato, Sartirana Lomellina, Torre Beretti e Castellaro, Valenza i Valmacca.